# Regno di Norvegia (872-1397)
I termini Impero norvegese, Regno ereditario di Norvegia (norreno: Norégveldi, Bokmål: Norgesveldet, Nynorsk: Noregsveldet) e Reame norvegese si riferiscono al periodo di massima importanza ed espansione del Regno di Norvegia nel XIII secolo dopo il lungo periodo di guerre civili norvegesi (che durarono per ben 110 anni, dal 1130 al 1240 circa). 
Il regno era solo effimeramente unificato e comprendeva l'attuale Norvegia, gli attuali territori svedesi di Jämtland, Herjedalen, Ranrike, Idre e Särna, così come i possedimenti d'oltremare colonizzati dai marinai norvegesi (segnatamente: l'Islanda, l'insediamento orientale e l'insediamento occidentale in Groenlandia, le isole Fær Øer, e il Regno delle Isole). Nel Nord, la Norvegia confinava con un vasto territorio soggetto alla tassazione. L'espansionismo norvegese, cominciato fin dalla nascita del regno nell'anno 872, raggiunse il suo culmine tra il 1240 e il 1319.
Al picco dell'espansionismo norvegese, prima delle guerre civili (1130–1240), il Re Sigurd I guidò la crociata norvegese (1107–1110); i crociati norvegesi vinsero battaglie a Lisbona e nelle isole Baleari - allora quasi tutta la penisola iberica era occupata dai musulmani - e nell'assedio di Sidone combatterono insieme a Baldovino I e al doge della Repubblica di Venezia Ordelafo Faliero, ottenendo una vittoria che permise l'espansione del crociato Regno di Gerusalemme.
Insieme ai danesi, i norvegesi si insediarono nelle isole britanniche e controllarono il mare d'Irlanda grazie alle città-Stato vichinghe.

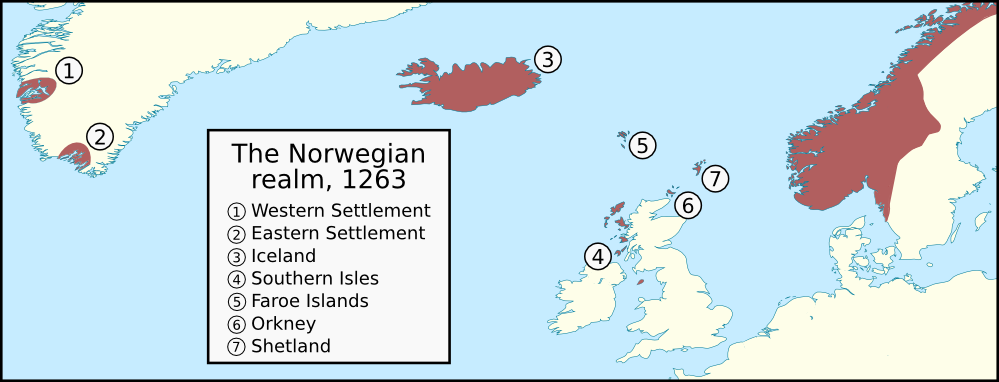
Il reame norvegese nel 1263

Esplorazioni dei vichinghi